# Black Is Beltza
Pour plus de détails, voir Fiche technique et Distribution.
Black Is Beltza est un film d'animation espagnol réalisé par Fermin Muguruza, sorti en 2018.

## Synopsis
Octobre 1965. La troupe de géants de Pampelune, typique des fêtes de San Fermin, est conviée à défiler sur la Cinquième Avenue de New-York. Ils ne pourront pourtant pas tous défiler ; à cause de la ségrégation raciale, les autorités américaines ont interdit aux deux géants noirs du cortège d'y participer.
Basé sur cette histoire vraie, Black Is Beltza raconte l'histoire de Manex, porteur d’un de ces géants. Embarqué dans un long périple, Manex va être témoin d'événements clés des années 60 : les émeutes causées par l'assassinat de Malcolm X, le monde excentrique de la « Factory » atelier d'artistes de Warhol, l'alliance secrète entre les services secrets cubains et les Black Panthers, ou encore l'ambiance hippie et psychédélique de Monterrey, considéré comme le premier festival de musique incarnant cet esprit de contre-culture.

## Note d'intention du realisateur
Je vis une photo de 1965, prise à New York, montrant la troupe de géants de Pampelune, défilant sur la Cinquième Avenue. La légende de la photo stipulait, que dû au contexte de ségrégation raciale, on avait interdit aux deux géants noirs de participer au défilé. Je sus tout de suite, qu'il y avait là une histoire à raconter.
Par la suite, durant une de mes visites à Cuba, je me délectai d'une histoire de mission secrète, racontée par l'un de ses protagonistes, menée par le service de renseignements cubains, durant la fin des années 1960, apogée de la Guerre Froide. C'était une opération qui consistait à aider un des groupes avec lequel le mouvement cubain avait sympathisé : les Black Panthers des Etats-Unis. Il me raconta que la mission visait à sauver un militant Afro-Américain, qui, selon le contre-renseignement, allait être éliminé par la CIA. Pour ce faire, ils durent passer par le Mexique, vers les Etats-Unis, afin d'entrer en contact avec lui, puis l'emmener à Cuba, pour que là-bas, il obtienne le statut de réfugié politique, et il me raconta comment, ce périple les confronta à de nombreux imprévus et bizarreries. Durant cette époque, il était habituel d'utiliser des manœuvres de désorientation, afin d'installer la confusion et le doute dans l'esprit des services secrets opérant à l'international et enquêtant sur les cubains, qui par leurs techniques se mélangeaient aux autres groupes militants du monde entier.
La parade de New York, la mission secrète dirigée par Cuba, et les villes associées à cette histoire, prenant place en 1967, commencèrent à virevolter autour de notre récit, à la manière des géants de Pampelune durant les fêtes de San Fermin; New York et The Factory, Harlem et les émeutes déclenchées par le décès de Malcolm X, le Apollo Room et la musique soul, Muhammad Ali flottant comme un papillon et piquant comme une abeille, Cuba et le rythme Yoruba, Mexico et « l'infini » Juan Rulfo, Los Angeles et Tin Tan, le festival de Monterrey et Xalbador durant la finale de bertsu, San Francisco et le mouvement Black Power, l'Exposition de Montréal et Charles de Gaulle, l'Algérie et Cheikha Rimitti, Madrid sous la dictature de Franco, et le Che, toujours le Che.
Une histoire intrigante, mêlant fiction et réalité, évoquant espionnage, révolution et amour, le tout rythmé par les événements du Vietnam, la Guerre des Six Jours, le KGB, la CIA, MOSSAD, la guérilla bolivienne, le mouvement de libération à travers le monde, les drogues psychédéliques, la libération sexuelle et la révolution de l'orgasme, et par-dessus tout, la musique d'Otis Redding: Respect.
Fermin Muguruza.

## Fiche technique
- Titre original : Black Is Beltza
- Réalisation : Fermin Muguruza
- Scénario : Harkaitz Cano, Eduard Sola et Fermin Muguruza
- Décors : Iñaki Holgado
- Costumes :
- Animation : Iñigo Berasategi, Rafael Vera Jiménez et Edu Glez
- Photographie :
- Montage :
- Musique :
- Production : Oriol Marcos, Fermin Muguruza et Jone Unanua
- Sociétés de production : Stemàgic Audiovisual, Black Is Beltza AIE, Talka Records & Films et Elkar
- Société de distribution : Film Factory et Gabarra Films
- Pays d'origine :  Espagne
- Langue originale : basque, espagnol, anglais, français, arabe, catalan
- Format : couleur
- Genre : Animation
- Durée : 88 minutes
- Dates de sortie :
  -  Espagne : 
    - 28 septembre 2018 (Donostia-San Sebastian)
    - 5 octobre 2018 (en salles)

  -  France : 8 mai 2019

## Distribution
1. Unax Ugalde: Manex
2. Isaach De Bankolé: Wilson Clever
3. Iseo: Amanda Tamayo
4. Sergi López: Warren Phillips
5. Ramon Agirre: Xebero
6. Jorge Perugorría: Sergent Bravo
7. Angelo Moore: Rudy
8. Maria de Medeiros: Amira
9. Emma Suárez: Laia
10. Oscar Jaenada: Che Guevara
11. Rossy de Palma: Ruth Abransom
12. Ramón Barea: Ramiro
13. Hamid Krim: Yassim
14. Josean Bengoetxea: Juanpe
15. Guillermo Toledo: Teniente Muñoz
16. Ander Lipus: Guardia Civil
17. Lenval Brown: Jimmy
18. Valeria Maldonado: Esperanza
19. Sergio Arau: Juan Rulfo
20. Jorge Ferrera: Eliseo
21. Giancarlo Ruiz: Tintán
22. Josh Kun: Dwayne
23. Ray Fernándezː CTE. Antonovich
24. Victor Navarrete: Guerrillero 1
25. Jorge Ferrara: Guerrillero 2
26. Iban Rusiñol: Laurent
27. Exprai: Pedro el del taller
28. Josean Bengoetxeaː Pancho Villa
29. Exprai: Hernán Cortés
30. Giancarlo Ruiz: Smithy
31. Marlene Dermer: hôtesse
32. Ramon Zumitrenko: dentiste
33. Stuart Casson: Otis Redding
34. KO The Knockout: Ben Cauley
35. Stuart Casson: Emory Douglas
36. Sista Eyerie: Angela Davis
37. Drazto Gomex: border police 1
38. Marco Aldaco: border police 2
39. Giancarlo Ruiz: Sergei Titov
40. Marieder Iriartː Iman
41. Mariam Bachir: Amal

## Musique
Raül Refree et Fermin Muguruza se sont installés dans l'Espace de Création appelé Fabra i Coats, à Sant Andreu (Barcelone). C’est là qu’ils ont créé la musique du film avec la participation de différents artistes: Maika Makovski, Anari, Iseo, Yacine, Amel Zen, The Sey Sisters, Ceci Bastida (Tijuana No!), Ana Tijoux ou Manu Chao.
La bande-son comporte aussi des morceaux et chansons des années 1960, comme par exemple: He was really saying something des The Velvelettes, ou encore, You’re wondering now, la version jamaïcaine originale, par Andy&Joey (par la suite un grand nombre de groupes la reprirent; The Specials, Amy Winehouse…).

## Festivals, nominations et récompenses
2018
- Festival international de Saint-Sébastien - EUSKAL HERRIA
- 42 Show Sao Paulo - BRÉSIL
- Noir In Festival Milano - ITALIE
- Festival international du film de La Havane - CUBA
- Festival du film espagnol d'Édimbourg - ÉCOSSE
- Festival d'art, de bruit et de réconciliation Bogotá y Medellín - COLOMBIE

2019
- The Movie Festival, Praha - RÉPUBLIQUE TCHÈQUE
- Göteborg FF - SUÈDE
- Festival des migrations des cultures Luxembourg - BELGIQUE
- FICG Guadalajara - MEXIQUE
- Splash Port de Sagunto - Valence - PAYS VALENCIEN
- Festival du cinéma Espagnol Nantes - FRANCE
- Rencontres Docs Bayonne - Ipar EUSKAL HERRIA
- Non Stop Barcelona - CATALOGNE
- Festival Animakom Bilbao - EUSKAL HERRIA
- Cinespejo Granada - ESPAGNE
- FF Stuttgart International - ALLEMAGNE
- Espoo IFF - FINLANDE
- Urban Nomad FF, Taipei - TAIWAN
- Lyon BD Festival, Lyon - FRANCE
- Zones portuaires, Saint Nazaire - FRANCE
- Animadeba, Deba - EUSKAL HERRIA
- Festival des empreintes de pas, Mont de Marsan - FRANCE
- Festival international du film de Gibara - CUBA
- Sommer Nacht Film Festival: Nuremberg - ALLEMAGNE
- Festival international du film: Monterrey - MEXIQUE
- Festival annuel du film latino: Albuquerque - USA
- Festival Fantoche, Baden - SUISSE
- Festival international du film, Viña del Mar - CHILI
- Festival du cinéma Espagnol de Toulouse - FRANCE
- Festival Animest, Bucarest - ROUMANIE
- Festival du cinéma Espagnol de Marseille - FRANCE
- Animasivo, CDMX - MEXIQUE
- Festival du film de Bratislava - SLOVAQUIE

Nominations
- European Animation Awards Emile Awards: Meilleure bande originale
- Prix Gaudí: Meilleur film d'animation
- European Animation Quirino Awards: Meilleure conception sonore et bande originale
- Festival international du film: Monterrey, Mexique: Meilleur film d'animation
- Festival Animest: Bucarest, Roumanie: Meilleur film d'animation

Récompenses
- European Animation Quirino Awards: Meilleure conception sonore et bande originale
- Festival international du film de Monterrey, Mexique: Meilleur film d'animation

## DVD + extras
CONTENU:
- Black Is Beltza film. En basque. Sous-titres: espagnol, anglais, français, catalan.
- BELTZA NAIZ documentaire (1h37min). La version originale. Sous-titres: basque, espagnol, anglais, français, italien.
- Extras:
  - Notes du réalisateur (38 min).
  - Sub castellano - Notes du directeur.
  - Sous anglais - Notes du directeur.
  - Sub Français - Notes du réalisateur.
  - Teaser de la Berlinale.
  - Cannes teaser.
  - Black Is Beltza trailer.
  - Beltza Naiz une remorque.
  - Bàlu Art au Festival Zinemaldia.
  - Black Is Beltza clip.

## Critique
- Muguruzaren zinta milaka erreferentziaz beteta dago, musikariaren obsesio guztiak pilatuta, eta lisergiko bilakatzen denean lortzen ditu une goren batzuk. Musikaren bitartez ere bai. Erreferentzia ugarien entsaladan barneratuta, gozamena da eskaintza. » Urtzi Urkizu - BERRIA

| «          | Para combativos amantes de la animación política. 'Black Is Beltza' es la película que a Spike Lee le habría encantado haber hecho. | » |
| FOTOGRAMAS | |   |

| «                              | Apabullante artefacto transmedia y acto de pura resistencia animada, vital, histórica, sonora. | » |
| Begoña del Teso - DIARIO VASCO |                                                                                                |   |

| «                                 | Course-poursuite haletante à travers le monde, du Québec à Alger, en passant par La Havane, New York, Madrid et Biarritz, Black Is Beltza est une petite merveille de récit historique. Soit les déambulations d’un activiste basque qui, par de curieux hasards et un sens consommé de la provocation, se retrouve au carrefour de différents militantismes, formant un vaste puzzle politique où espions, révolutionnaires, membres d’agences de renseignement et artistes engagés s’affrontent, s’allient, se trahissent, et s’aiment, pour maintenir un certain ordre mondial, ou au contraire, le dynamiter. | » |
| Nausica Zaballos-Dey - CINÉSCRIBE | |   |

| «                                    | 'Black Is Beltza' es excitante y agresiva en su desarrollo, escupiendo furia, ironía y melancolía, mientras reinterpreta pedazos de historia por los que deambulan desde los Panteras Negras, hasta el Che Guevara. | » |
| Jesús Chavarría - LA RAZÓN DE MÉXICO | |   |

| «                                             | The very exciting Black Is Beltza that impressed our programmers with it’s energy, beautiful mix of music and highly entertaining adventure, and stunning 2D animated visuals. | » |
| GÖTEBORG INTERNATIONAL FILM FESTIVAL (Sweden) | |   |

- « El director acierta de pleno a la hora de dotar a su protagonista de una personalidad enraizada en el ideario del Corto Maltés que una vez imaginó Hugo Pratt. Ello provoca que Manex no se limite a ser un mero testigo silente de los acontecimientos vertiginosos que transitan ante él. » Koldo Landaluze - GARA

## Comique
Le musicien Fermin Muguruza, l'écrivain Harkaitz Cano et le dessinateur Jorge Alderete ont créé la bande dessinée Black Is Beltza, qui deviendra plus tard la base du film.

## Expositions

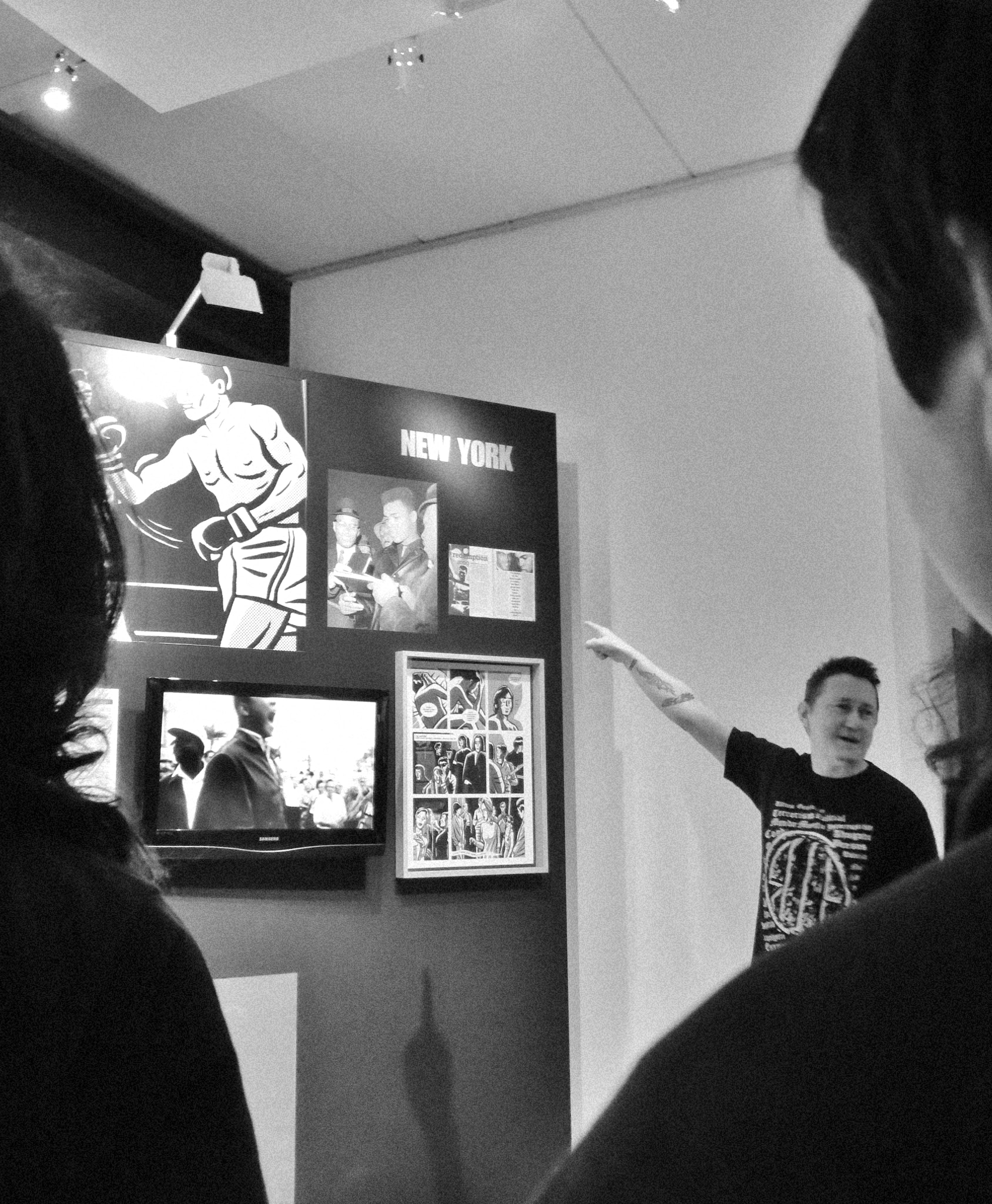
Alondegia, Bilbao. Photo: Jusezam.

Après avoir présenté la bande dessinée, ils ont inauguré une exposition sur le sujet à la Bilbao Alhóndiga. En plus de l'exposition, des événements ont eu lieu à Bilbao. Puis il a visité Barcelone et Saint-Sébastien.
- Exposition à Bilbao, Alondegia: 13-11-2013 / 08-02-2015. L'exposition contenait le matériel et les images les plus importants utilisés pour construire cette histoire. Au cours de l'exposition, diverses activités ont eu lieu dans le même espace, axées sur la bande dessinée, la musique, le cinéma, la littérature et / ou la gastronomie.
- Exposition à Barcelone, Arts Santa Mònica: 21-02-2016 / 26-08-2016.
- Exposition à San Sebastián, Musée San Telmo: 15-06-2018 / 30-10-2018.